# Morêtel-de-Mailles
Morêtel-de-Mailles est une ancienne commune française située dans le département de l'Isère en région Auvergne-Rhône-Alpes, gardant, du 1er janvier 2016 jusqu'aux élections municipales de 2020, le statut de commune déléguée de la commune nouvelle de Crêts en Belledonne. Ses habitants sont appelés les Moretelins.
Dans le cadre de la loi n° 2015-292 du 16 mars 2015 relative à l'amélioration du régime de la commune nouvelle, Morêtel-de-Mailles et la commune limitrophe de Saint-Pierre-d'Allevard ont décidé de fusionner à partir du 1er janvier 2016 sous le nom de Crêts-en-Belledonne. L'arrêté préfectoral a été signé le 27 octobre 2015.

## Histoire

### Les seigneurs de Morêtel

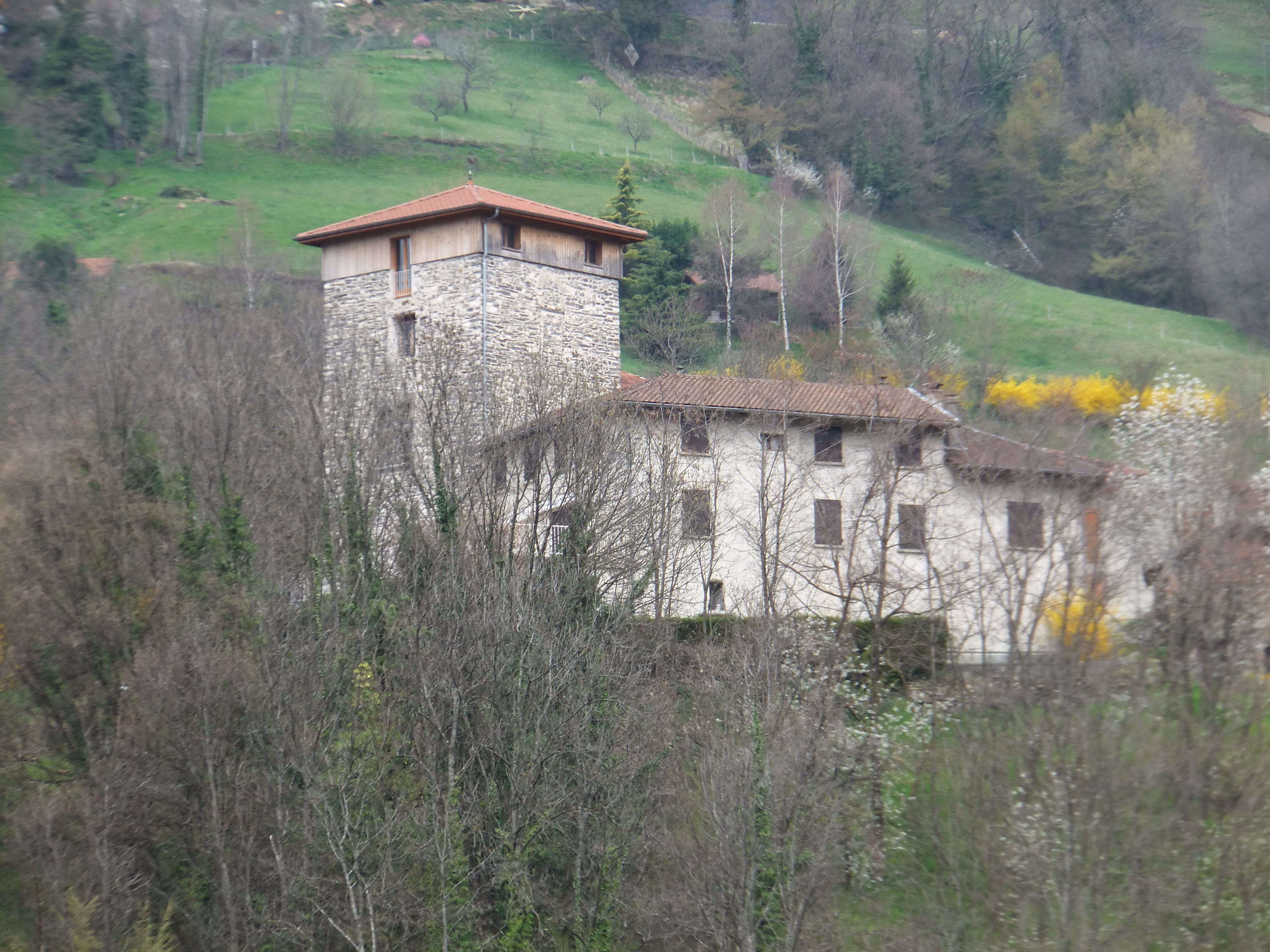
La maison forte des Seigneurs de Mailles.

La première trace de l'existence de Morêtel date du XIe siècle. Un Pierre et un Guillaume de Morêtel sont répertoriés en 1009. Une chapelle (capella de Morestello) est mentionnée dans les cartulaires (1080-1132) de saint Hugues. Le lieu est appelé Maurestellum aux siècles suivants. Au XIVe siècle, la paroisse (Parrochia Morestelli) compte 50 feux, une église, Saint-Michel-de Morestello, qui dépend du prieuré de Saint-Pierre-d'Allevard. En 1260, le mandement de Morêtel recouvrait les paroisses de Morêtel, Goncelin et Le Cheylas (Saillaz). En 1339, la Parrochia Morestelli comportait quatre hameaux : Malliis (Mailles), Boteiras (Boutières), Fontanil et Preiram (peut-être Les Perrins). En 1393, le hameau des Fontaines (Fontana) existe aussi. À cette époque, il y a 24 maisons fortes dans le « mandement de Moretel ». Au recensement de 1367, 294 personnes habitaient Morêtel.
Les familles nobles du mandement ont régulièrement prêté hommage au Dauphin. Chabert de Moretel cède la terre et le château delphinal de Morêtel (un « donjon de forme circulaire dans lequel se trouve un bâtiment à deux étages ») au dauphin Humbert II en 1341, en échange du château de Montfort et de la terre de Bellegarde. La famille s'éteint en 1482.

### Entre royaume de France et duché de Savoie
Après la cession du Dauphiné au royaume de France en 1349, la châtellenie de Morêtel est confiée au comte Amédée de Genève par Charles, premier dauphin de la maison de France.
Lorsque le soulèvement protestant éclate dans le Dauphiné, Morêtel, position stratégique « au-dessus de la gorge du Fay, dans un défilé étroit dominé par les pentes rapides de la montagne des Cinq Crêts, commandant l'entrée du Pays d'Allevard », est impliqué dans les conflits entre catholiques et huguenots. En décembre 1590, le chef protestant Lesdiguières, partisan du roi de Navarre conquiert Grenoble puis se dirige vers le « Graisivaudan », occupé par l'armée du duc de Savoie que soutient la Ligue qui l'a nommé comte de Provence. Commandée par son frère, Don Amédée, dit le Bâtard de Savoie, et renforcée de contingents espagnols, napolitains et milanais, elle fait le siège de Morêtel au printemps 1591, mais se retire vers Pontcharra où elle est battue le 17 septembre 1591 au plan de Villard Noir. Cependant le Fort de Morêtel, mal défendu, est investi au début de 1593 par les Savoyards du Marquis de Trefford qui utilise sa position pour ravager la vallée. Le Fort ne fut repris que le 1er août 1595 par Lesdiguières, qui fit entreprendre sa démolition dès le 11, sous la direction de Monsieur de Marcieu.
La population, essentiellement agricole, croît lentement au cours de l'Ancien Régime, jusqu'à attendre 400 habitants en 1776, puis 450 en 1810. Au milieu du XIXe siècle elle commence lentement à décroître, du fait de l'exode rural, jusqu'en 1975, où il n'y a plus que 126 habitants, avant de remonter à 285 habitants en 1995. Il y en avait 327 au dernier recensement de la population (2004) et 433 en 2013.

### Depuis leXIXesiècle
La construction d'une route carrossable entre Goncelin et Allevard n'est envisagée qu'en 1783. Jusque-là, seuls des chemins muletiers, souvent impraticables en hiver, traversaient les abruptes et dangereuses gorges du Fay pour acheminer, à dos de mules, les produits manufacturés fabriqués dans la vallée du Salin. Goncelin et Morêtel n'en voient pas l'utilité, l'autorité militaire craint en 1784 qu'elle ne devienne une route d'invasion, avant de la considérer en 1793 comme stratégique. Le tronçon Morêtel-Allevard est achevé en 1804. Les travaux reprennent après l'invasion autrichienne de 1814-1815, mais la « route neuve » devant se raccorder à la route départementale en évitant les rues étroites de Goncelin, la municipalité ne met pas beaucoup d'enthousiasme à prendre sa part des travaux et la route départementale No 17 n'est officiellement achevée que le 15 juin 1846.
La commune décide alors, malgré de faibles ressources et un fort endettement, de construire une maison d'école et une mairie le long de cette route, au lieu-dit Le Champ du Pont, ou Pont de Sailles. Les travaux sont achevés en 1857. En 1859 la maison commune est agrandie pour accueillir aussi des filles. Elle accueille en outre les enfants des hameaux de Saint-Pierre-d'Allevard les plus proches (Sailles-le-bas, Le Paquelet). Elle sera définitivement fermée le 6 juin 1971 et les enfants désormais scolarisés à Saint-Pierre d'Allevard. Objet de conflits sévères concernant son lieu d'implantation, une église est construite entre 1868 et 1870 en face de la mairie-école, pour remplacer l'église ancienne située près du château de Morêtel, en très mauvais état, les réparations étant jugées trop coûteuses.
La commune prend le nom de Morêtel-de-Mailles en 1932, pour mettre fin aux confusions avec Morestel. Le décret est daté du 30 décembre.
Comme dans les autres communes de moyenne montagne, la déprise agricole est importante à partir des années 1970 et les vignes disparaissent peu à peu des coteaux. Au début du XXIe siècle les hameaux de Morêtel se transforment peu ou prou en villages-dortoirs, la pression foncière se faisant trop forte dans la vallée du Grésivaudan.

## Géographie
Commune rurale de montagne située dans le Massif des Alpes, Morêtel-de-Mailles, qui appartenait au canton de Goncelin avant le redécoupage de 2014, appartient depuis au canton du Haut-Grésivaudan. Incorporée (sous forme de « commune déléguée ») dans la nouvelle commune de Crêts-en-Belledonne depuis le 1er janvier 2016, elle est située sur la départementale 525 qui relie Goncelin à Allevard.
Son altitude varie entre un minimum de 250 mètres et un maximum de 1 178 m (sommet du Saint-Genis) pour une altitude moyenne de 714 mètres. Les hameaux les plus bas sont à 366 m (hameaux des Teppes et de Consignère), le plus haut à 850 m (hameau du Verney). Sa superficie est de 671 hectares, ce qui en fait une des plus petites communes du canton. Largement tournée vers la vallée du Grésivaudan, elle s'étale à l'est sur les pentes de Brame-Farine (qui culmine à 1 192 m) et au sud sur celles du Saint-Genis.
Elle est traversée par le ruisseau de Chavannes et par le Salin, grossi, au niveau du Champ du Pont, par les ruisseaux du Catus (sur Brame-Farine) et du Taillou (venant du Saint-Genis), frontières naturelles avec la commune limitrophe de Saint-Pierre-d'Allevard, et qui rejoint l'Isère par les gorges du Fay.
Une de ses particularités est la dispersion des habitations en de nombreux hameaux. Il y en a 31 recensés, mais certains ne sont plus habités. Les deux agglomérations principales sont Les Fontaines, sur un large faux plat au sud, en aval des gorges du Fay (rive gauche du Salin), et Mailles sur un piton dominant les gorges au nord. La mairie (construite en 1856) et l'église (construite en 1868) se trouvent à mi-chemin de ces deux gros hameaux, à la sortie amont des gorges du Fay, au lieu-dit le Champ du Pont. Une zone de loisirs est aménagée autour du « lac » des Fontaines.

### Sites géologiques remarquables
La banquette interglaciaire de Barraux et les vallées perchées du Grésivaudan sont un site géologique remarquable de 556,69 hectares qui se trouve sur les communes de Goncelin, Le Cheylas, La Flachère, Morêtel-de-Mailles, Sainte-Marie-d'Alloix et Saint-Vincent-de-Mercuze-Sainte-Marie-du-Mont. En 2014, ce site d'intérêt géomorphologique est classé « deux étoiles » à l'« Inventaire du patrimoine géologique ».

### Les hameaux
Leurs noms gardent le souvenir d'anciennes familles, comme Chapelat, Mailles, le Trait, Perrot, Perrin, ou d'une activité (Maladière), d'un lieu fortifié (le Fort), ou signalent une particularité géographique (Beauregard, les Fontaines, le Fontanil, Freydure, Rossand).

#### Rive droite du Salin

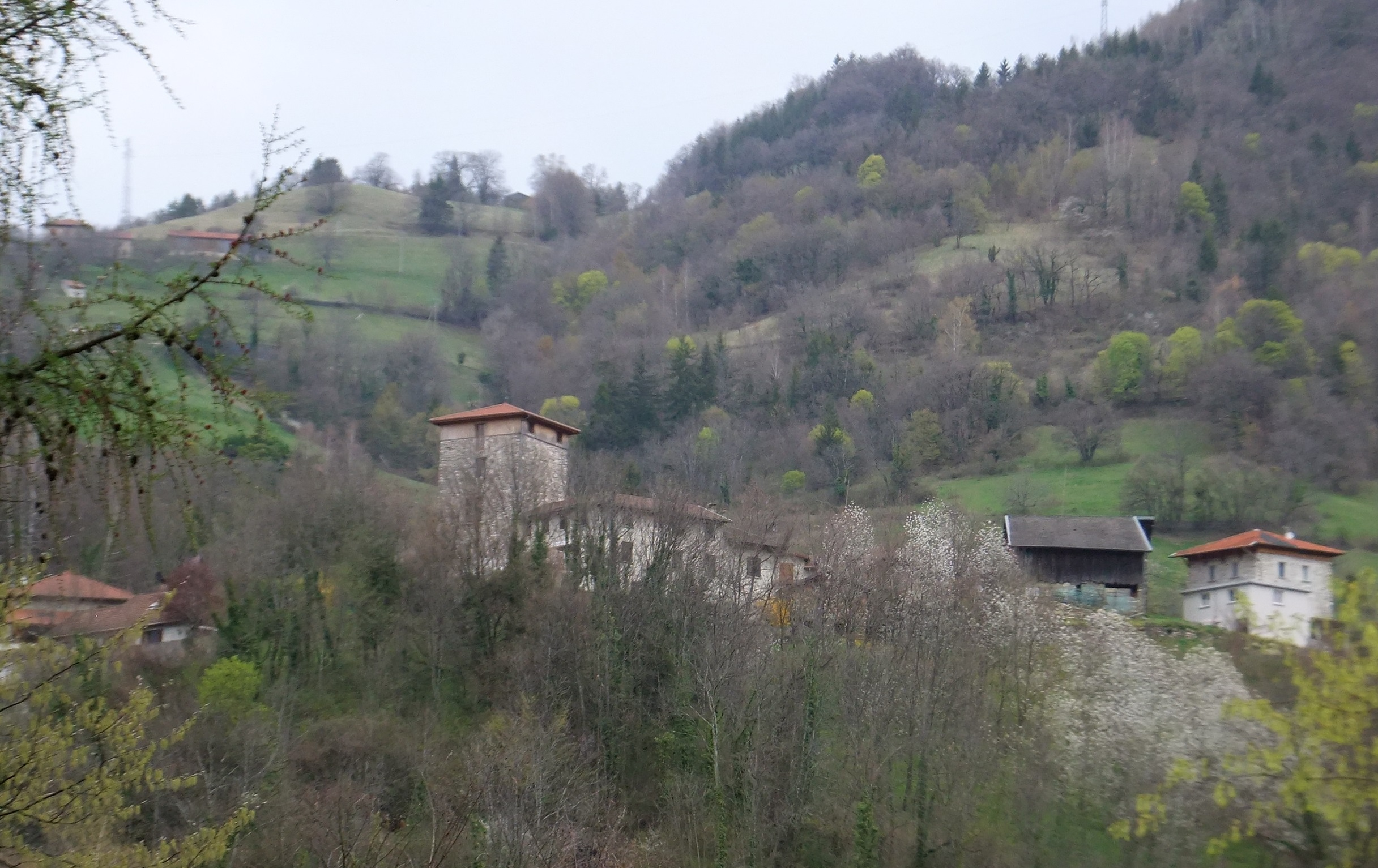
Mailles, vu depuis les gorges du Fay

Sur les pentes de Brame-Farine (section de Mailles):
- l'Arrolay
- Beauregard
- le Chapelat (ancienne famille recensée au XIVe siècle)
- les Charrières
- le Crey (600 m)
- Essodey
- le Fontanil (650 m)
- Grangebert
- les Granges
- Mailles (500 m, autour de la maison forte des seigneurs de Mailles)
- Marabet (ancien site de la gare du Tacot et démarrage du plan incliné vers le Cheylas
- le Pitrolas
- le Replat
- Rossand (380 m, qui tire son nom de sa situation très bien exposée sur un coteau sud abrité)
- le Trait (famille des seigneurs du Trait ou Dutrait)
- le Vernay, 850 m
- les Valloires

#### Rive gauche du Salin

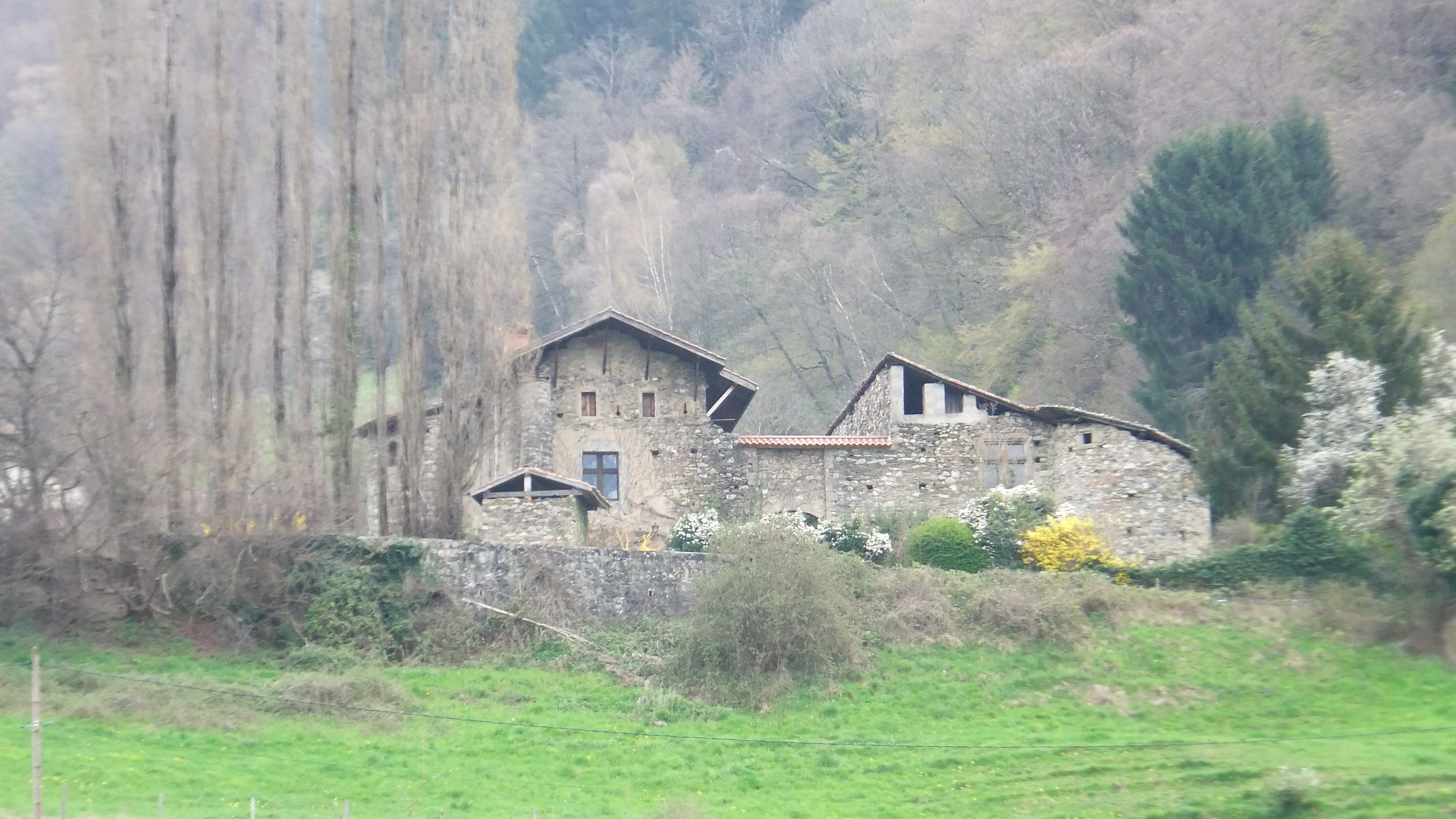
Le château de Bouthière

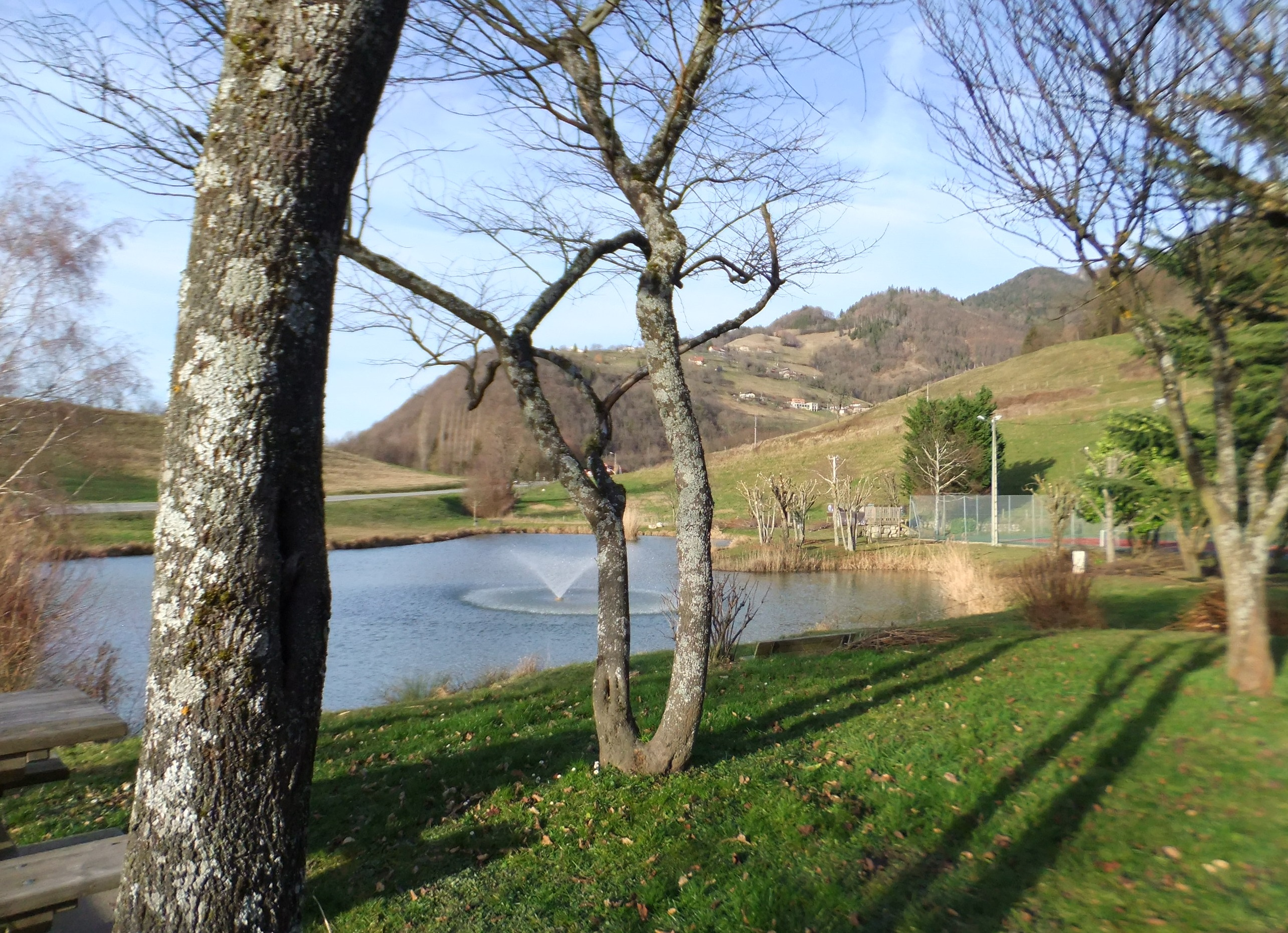
La base de loisirs des Fontaines

Sur les pentes du Saint-Genis (section de Morêtel):
- Bouthière (ancienne maison forte des Guiffrey de Boutières)
- Carrajat  (ancienne famille recensée au XIVe siècle)
- le Champ du Pont, 430 m
- les Chavannes
- Consignere, 366 m
- le Fort (emplacement du château de la famille de Morêtel, éteinte en 1482. Il est démoli sur ordre de Lesdiguières à partir de 1595[15])
- les Fontaines, dominées par le « château de Morêtel » (Maison de Belledonne)
- Freydure
- la Maladière (site d'une léproserie au Moyen Âge)
- Mont Galland
- les Peillots (ancienne famille)
- les Perrins, 520 m (ancienne famille)
- les Teppes, 366 m
- le Truc

### Communes limitrophes
- Commune historique de Saint-Pierre-d'Allevard, regroupée avec Morêtel dans la commune nouvelle Crêts en Belledonne
- Le Cheylas
- Goncelin

## Politique et administration
| Période | Période          | Identité          | Étiquette | Qualité |
| ------- | ---------------- | ----------------- | --------- | ------- |
| 2001    | 2014             | Jean-Claude Jolly |           |         |
| 2014    | 31 décembre 2015 | Michel Crouteix   |           |         |

## Démographie
L'évolution du nombre d'habitants est connue à travers les recensements de la population effectués dans la commune depuis 1793. À partir du 1er janvier 2009, les populations légales des communes sont publiées annuellement dans le cadre d'un recensement qui repose désormais sur une collecte d'information annuelle, concernant successivement tous les territoires communaux au cours d'une période de cinq ans. 
Pour les communes de moins de 10 000 habitants, une enquête de recensement portant sur toute la population est réalisée tous les cinq ans, les populations légales des années intermédiaires étant quant à elles estimées par interpolation ou extrapolation. Pour la commune, le premier recensement exhaustif entrant dans le cadre du nouveau dispositif a été réalisé en 2004,.
En 2013, la commune comptait 448 habitants, en évolution de +21,08 % par rapport à 2008 (Isère : +3,89 %, France hors Mayotte : +2,49 %).
| 1793 | 1800 | 1806 | 1821 | 1831 | 1836 | 1841 | 1846 | 1851 |
| ---- | ---- | ---- | ---- | ---- | ---- | ---- | ---- | ---- |
| 415  | 422  | 413  | 415  | 421  | 427  | 448  | 406  | 429  |

| 1856 | 1861 | 1866 | 1872 | 1876 | 1881 | 1886 | 1891 | 1896 |
| ---- | ---- | ---- | ---- | ---- | ---- | ---- | ---- | ---- |
| 385  | 378  | 377  | 353  | 372  | 348  | 324  | 304  | 320  |

| 1901 | 1906 | 1911 | 1921 | 1926 | 1931 | 1936 | 1946 | 1954 |
| ---- | ---- | ---- | ---- | ---- | ---- | ---- | ---- | ---- |
| 279  | 262  | 250  | 233  | 201  | 175  | 182  | 175  | 182  |

| 1962 | 1968 | 1975 | 1982 | 1990 | 1999 | 2004 | 2009 | 2013 |
| ---- | ---- | ---- | ---- | ---- | ---- | ---- | ---- | ---- |
| 155  | 151  | 126  | 189  | 260  | 304  | 327  | 388  | 448  |

## Culture locale et patrimoine

### Lieux et monuments
- l'église Saint-Michel de Morêtel-de-Mailles en style néo-roman, du XIXe siècle[20], dont la construction, de 1868 à 1870, en face de la « maison commune » et de l'école a longtemps divisé le village[21].
- Les rares vestiges du château fort de Morêtel, dit fort de Morêtel, propriété des seigneurs de Mailles[20], détruit sur ordre de Lesdiguières en 1593.
- Le château de Mailles, dont la tour, défensive à l'origine, a été érigée au XIIIe siècle (les poutres de chêne de la salle basse ont été datées de 1255  par dendrochronologie et celles d'épicéa de la salle haute de 1306).
- deux maisons fortes des XVe et XVIe siècles[20] : la maison forte de Boutières, dans le hameau de Bouthière, la maison de Belledonne (ou château de Morêtel) dans celui des Fontaines[20].

### Personnalités liées à la commune
- Jacques de Mailles (1475 - v. 1540), compagnon du chevalier Bayard, dit « Le Loyal Serviteur ».
- Guigues Guiffrey (1497-1545), marquis de Boutières (dit « le brave Boutières »), chevalier de l'ordre de Saint-Michel, qui s'est illustré au service de François Ier pendant les guerres d'Italie.
- L'Abbé Calès, curé de Tencin de 1902 à 1961, qui aimait s'installer dans la montée des Chavannes pour peindre au fil des saisons la vallée du Grésivaudan.